# Michigan Central Station

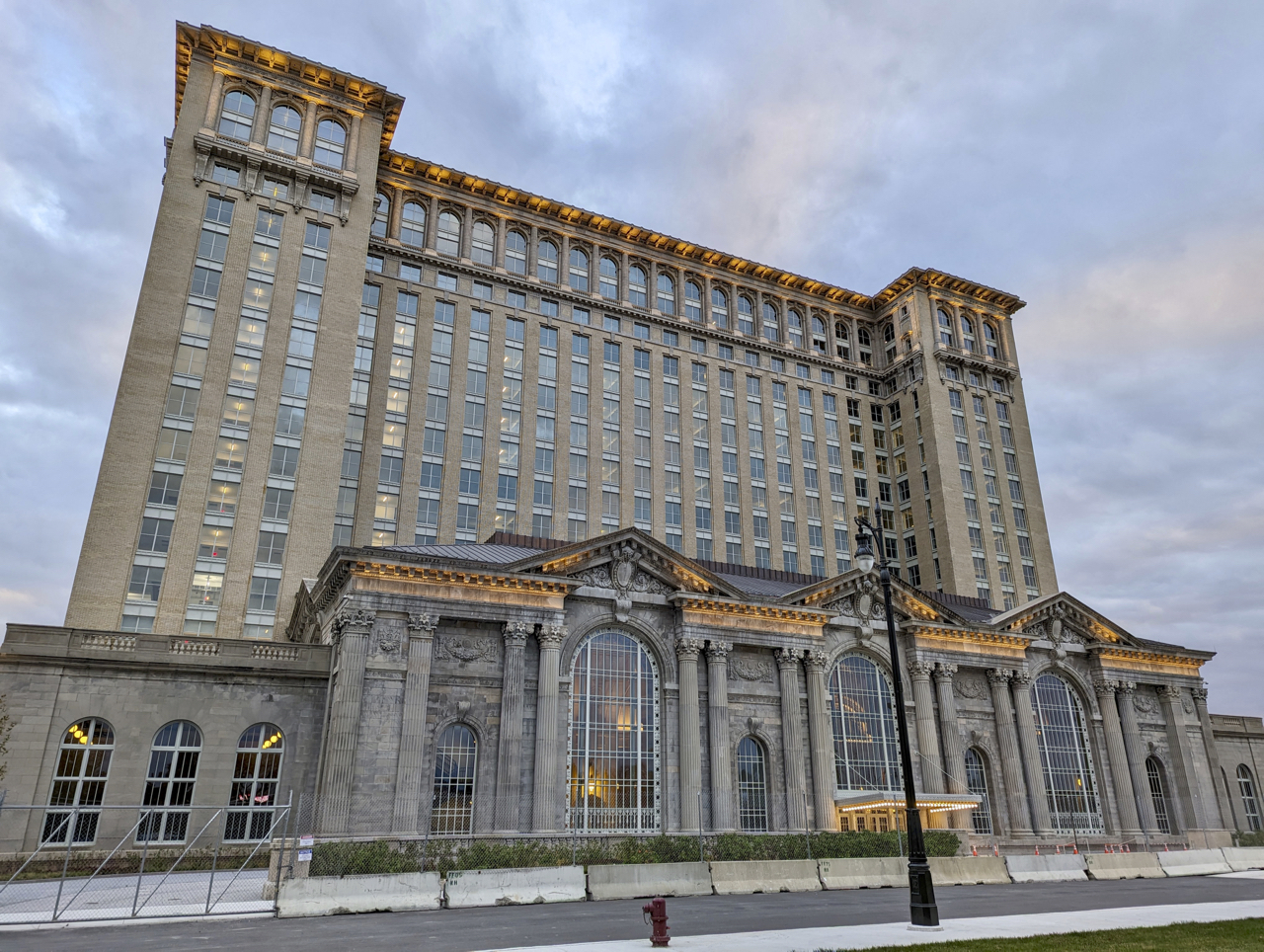
Michigan Central Station im Jahr 2023 nach umfassender Sanierung

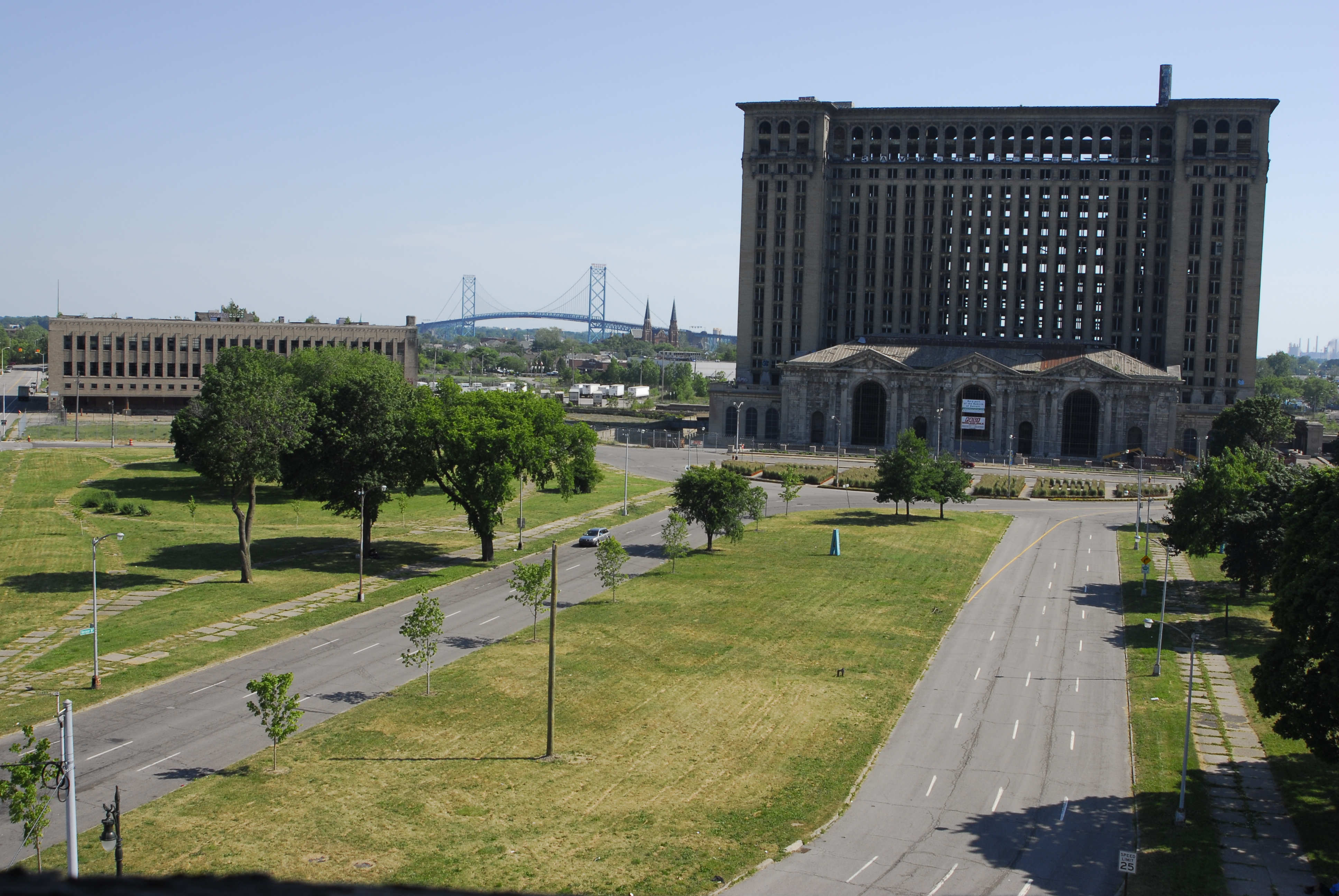
Das ausgehöhlte Empfangsgebäude im Jahr 2012. Vorne der Roosevelt Park, mittig im Bildhintergrund die Ambassador Bridge.

Michigan Central Station (Michigan Central Depot oder MCS), von 1910 bis 1913 errichtet, ist ein unter Denkmalschutz stehender monumentaler Bahnhof in der Stadt Detroit im US-Bundesstaat Michigan. Während der Bauzeit war das Bahnhofsgebäude das höchste der Welt. Nach Ende der Nutzung war es jahrzehntelang dem Verfall preisgegeben. Seit 2018 ist das Gebäude Eigentum der Ford Motor Company, die es sanierte und für Gewerbe nutzt.

## Lage
Der Namensbestandteil „Central“ bezieht sich nicht auf die Lage des Bahnhofs innerhalb der Stadt, sondern auf die ehemalige Eisenbahngesellschaft Michigan Central Railroad. Der Bahnhof steht im Stadtteil Corktown von Detroit nahe der Ambassador Bridge nach Kanada, etwa 3,2 km südwestlich der Innenstadt. Vor dem Gebäude befindet sich eine größere Parkanlage, der Roosevelt Park.
Die dezentrale Lage war im Zusammenhang mit dem 1910 eröffneten Eisenbahntunnel Michigan Central Railway Tunnel geboten, aber auch städtebaulich hoffte man, eine Aufwertung der umliegenden Stadtteile zu begünstigen. Dieser erhoffte Aufschwung fand aber nie statt.

## Geschichte

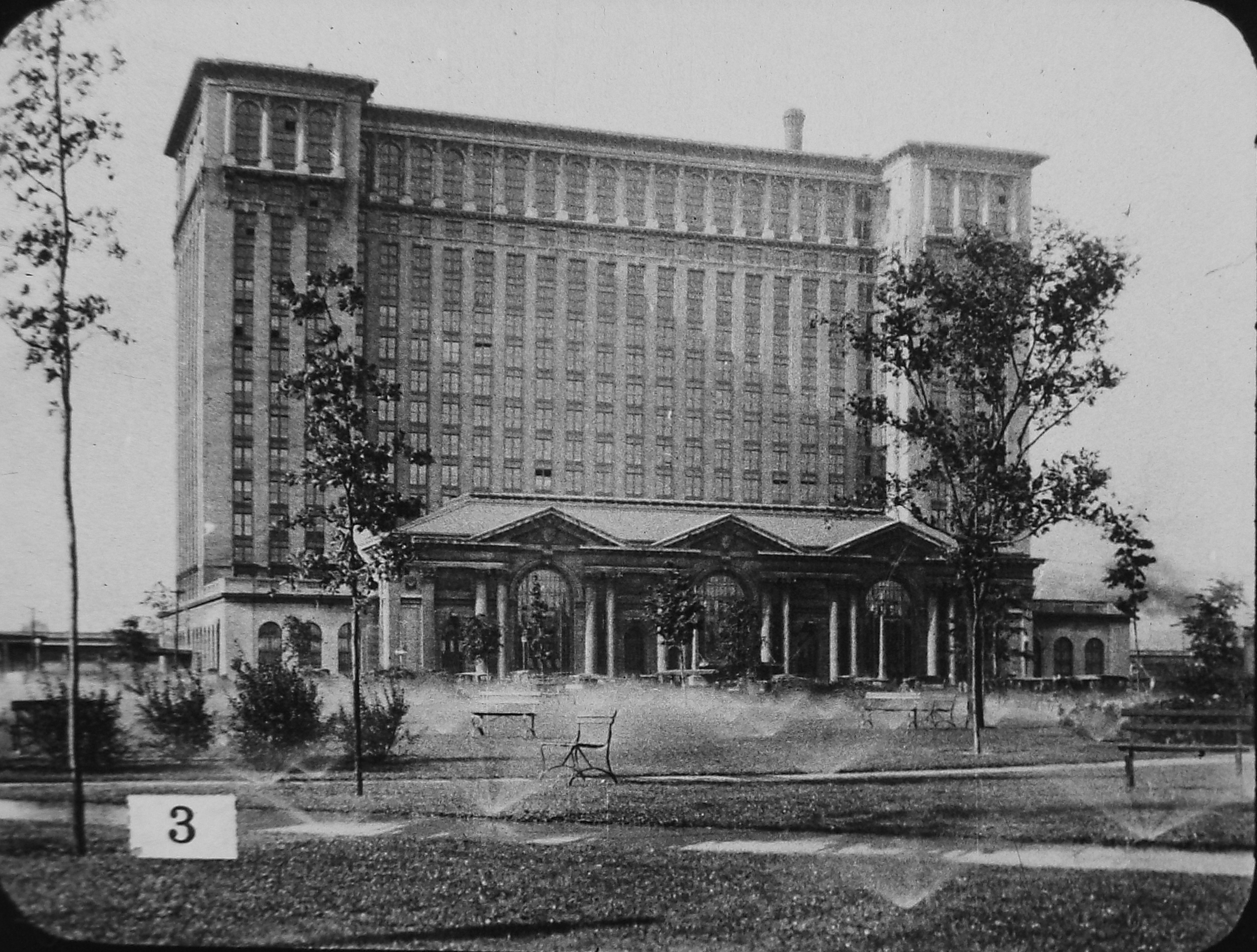
Michigan Central Station in den 1920er Jahren

Erste Planungen für das Gebäude gab es 1906, als mit den Bauarbeiten des Michigan Central Railway Tunnels unter dem Detroit River hindurch nach Windsor in Kanada begonnen wurde. Ein neues, viel größeres Bahnbetriebswerk als das bisherige im Zentrum der Stadt sollte den Eingang des Tunnels markieren. Der vorherige Kopfbahnhof (1885–1913) erfüllte schon lange nicht mehr die Anforderungen der wachsenden Eisenbahngesellschaft. 1908 wurde mit dem Kauf von Gelände rund um das heutige Stationsgebäude begonnen. Eineinhalb Jahre später hatte man ein Grundstück von etwa fünf Hektar Größe, indem man etwa 300 Häuser aufgekauft oder Personen enteignet hatte. Die Stadt kaufte das Gelände vor dem Gebäude (1915), um den heutigen Roosevelt Park anzulegen. Dies war beispielhaft für die Zeit, in der bei großen öffentlichen Gebäuden repräsentative Grünanlagen errichtet wurden.
Mit dem Bau des neuen Gebäudes wurde am 16. Mai 1910 begonnen, nachdem die Michigan Central Railroad, eine Tochtergesellschaft der New York Central Railroad, die Architekten Warren & Wetmore und Reed & Stem beauftragt hatte. Beide hatten zusammen schon das Grand Central Terminal in New York gebaut. Reed & Stem wurden durch den Bau zahlreicher Bahnhöfe bekannt, Warren & Wetmore vielmehr durch Hotelentwürfe, was auch die Fassade des 18-stöckigen Bürohochhauses kennzeichnet. Das schlichte Anfügen und Nebeneinanderstellen der beiden großen Baukörper, Büroturm und Eingangshalle, löste seinerzeit zahlreiche Diskussionen aus und brachte deutliche Kritik hervor.
Das neoklassizistische Gebäude war das höchste Bahnhofsgebäude der Welt und das viertgrößte von Detroit. Es sollte offiziell am 4. Januar 1914 eröffnet werden. Diese Eröffnung fand aber nie statt, da durch einen Brand im bestehenden Bahnhof am 26. Dezember 1913 dieser unbenutzbar wurde. Noch während der Löscharbeiten kam es zur Aufnahme des Betriebes im neuen Bahnhof. Der erste Zug verließ ihn nach Chicago.

### Ausbleibende städtebauliche Entwicklung

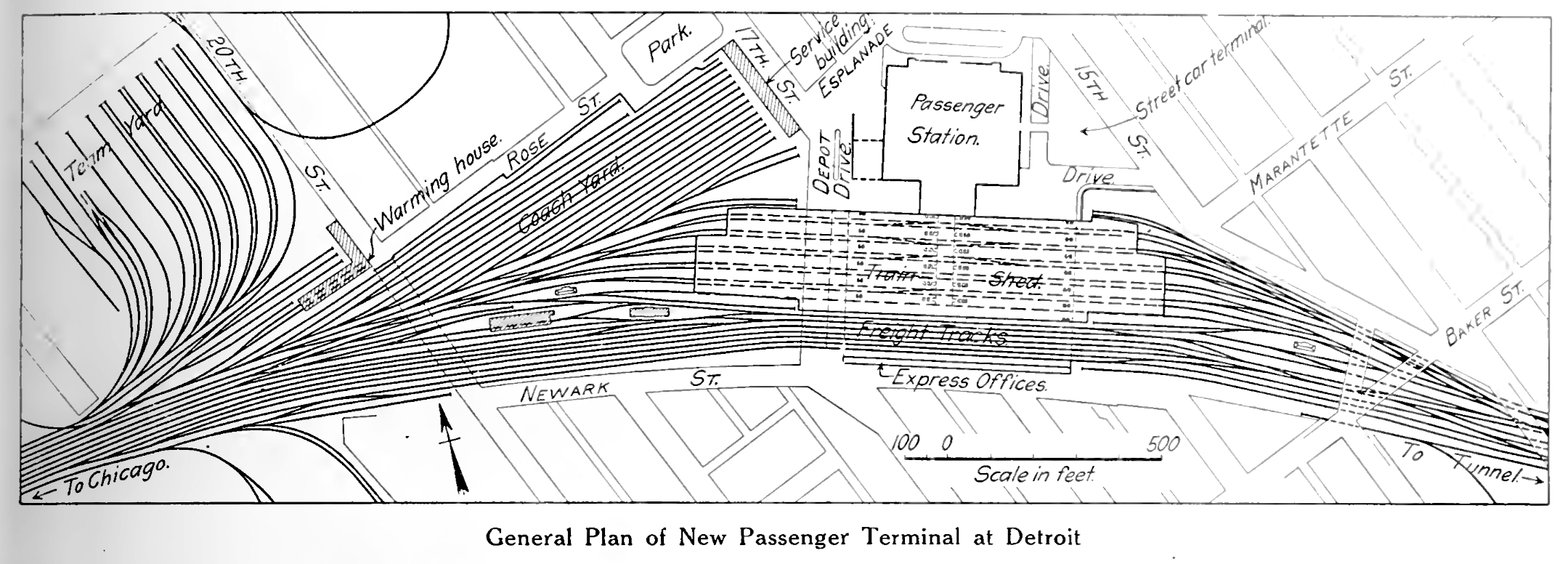
Gleisplan des Bahnhofs

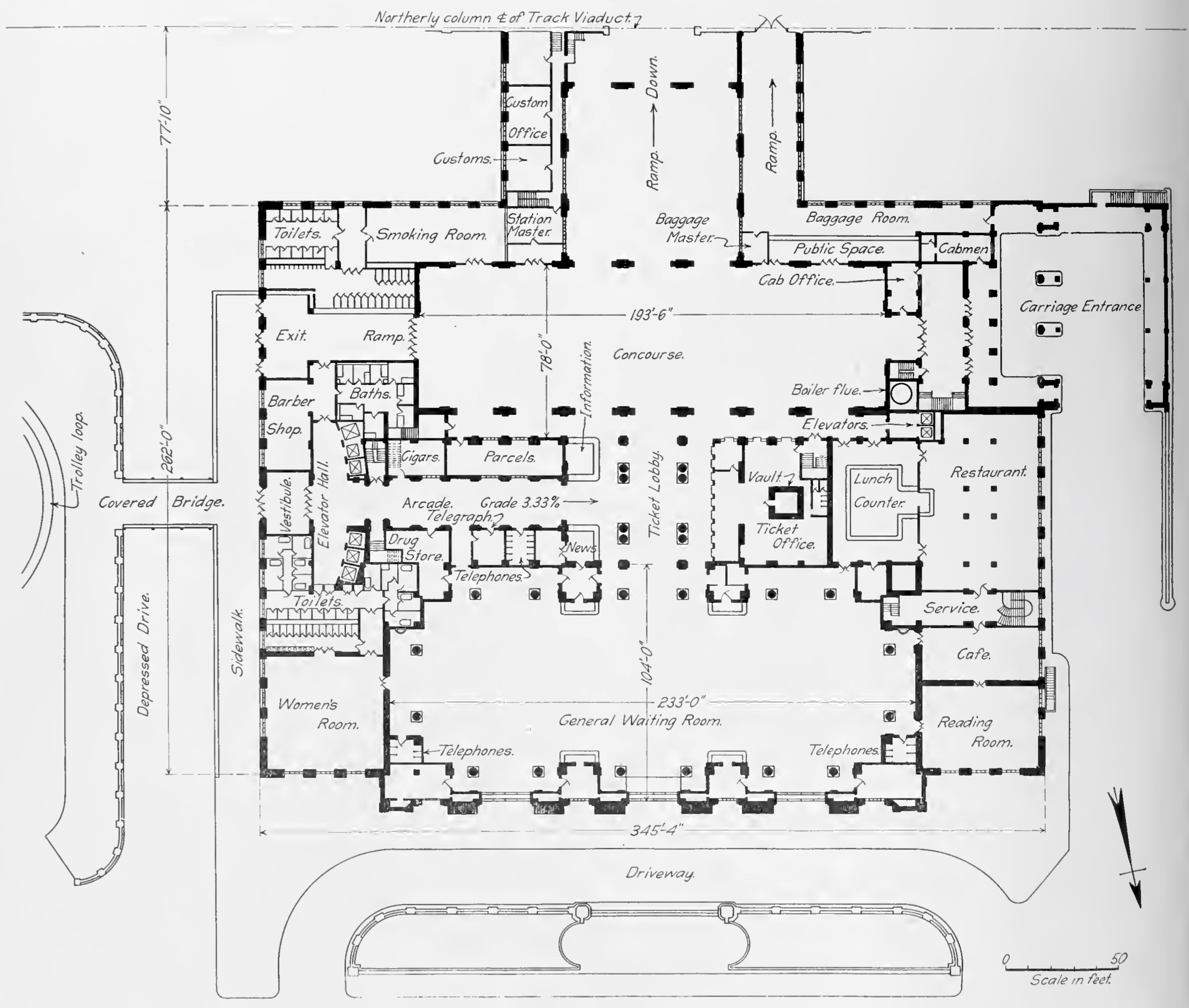
Grundriss Erdgeschoss

Der Bahnhof ist bewusst 3,7 Kilometer (2,6 miles) entfernt vom Stadtzentrum errichtet worden. Er sollte als Initiator für ein neues Stadtgebiet stehen, da der Stadtteil Corktown als nur schlecht entwickelt galt und als Slum bezeichnet wurde. Es war gedacht, das Stadtzentrum in Richtung Westen zu erweitern und damit dieses Gebiet aufzuwerten, wozu es allerdings nicht kam.
In der Anfangszeit des Betriebes stellte es kein Problem dar, dass der Bahnhof weit außerhalb lag. Das öffentliche Nahverkehrsnetz brachte die Menschen direkt zum Osteingang des Gebäudes. Dies war deshalb auch der meistgenutzte Eingang des Gebäudes. Hier befand sich ein Straßenbahnterminal. Der repräsentative Haupteingang mit großen Rundbogenfenstern im Norden wurde nur wenig benutzt. In der Anfangszeit des Bahnhofes spielte das Automobil noch keine gewichtige Rolle. Fehlende Parkmöglichkeiten bereiteten der Station im späteren Verlauf Probleme. Man setzte auf Straßenbahnen (streetcars) und Überlandbusverbindungen (interurban) für die umliegenden Orte.
Als Henry Ford in den 1920er Jahren damit begann, umliegende Grundstücke um den Bahnhof aufzukaufen, um ein großes Business-Center zu errichten, konnte das Gebiet einer möglichen Aufwertung entgegen schauen. Kurz darauf wurden allerdings jegliche Ambitionen weiterer Investoren durch die Große Depression erstickt. In den folgenden Jahren stellten die Fernverkehrsbusse ihren Betrieb ein und schließlich durch die wachsende Beliebtheit des privaten Automobils 1938 auch die Straßenbahnverbindung zum Zentrum. Die Fahrgastzahlen sanken aber erst nach 1945 dramatisch. Durch die gänzlich fehlenden Parkplätze wurde der Bahnhof unattraktiver und fiel einer zunehmend isolierteren Stellung fernab der Bevölkerung zu.
Einen Aufschwung erfuhr der Bahnhof durch den Zweiten Weltkrieg, in dem er als Knotenpunkt militärischer Maschinen- und Soldatentransporte diente. Das Besucheraufkommen änderte sich aber schnell wieder nach Beendigung des Krieges. Auch der staatlich subventionierte Ausbau von Autobahnen und der inländisch aufkommende wachsende Flugverkehr trugen ihren Teil zum Rückgang des Passagieraufkommens bei.
Während im Ersten Weltkrieg, zum Höhepunkt der Bahnfahrt in den Vereinigten Staaten, mehr als 200 Züge am Tag den Bahnhof verließen, in den 1940er Jahren mehr als 4000 Gäste am Tag den Wartebereich benutzten und 3000 Personen im Büroturm an sieben Tagen der Woche arbeiteten, wurden in den 1950er Jahren nach und nach zahlreiche Bereiche verkleinert oder vor der Öffentlichkeit verschlossen. So wurde das Restaurant halbiert, die restaurierungsbedürftige Gewölbedecke mit einer Kassettendecke abgehängt und der ehemalige Warteraum als Lager benutzt. Ein Versuch, den Bahnhof 1956 für 5 Millionen US-Dollar, ein Drittel der Baukosten von 1913, zu verkaufen, scheiterte, desgleichen ein weiterer Verkaufsversuch im Jahr 1963. Im Jahre 1967 wurde der Bahnhof teilweise geschlossen, namentlich der Haupteingang, die Geschäfte und das Bahnhofsrestaurant.

### Kurze Blüte unter Amtrak

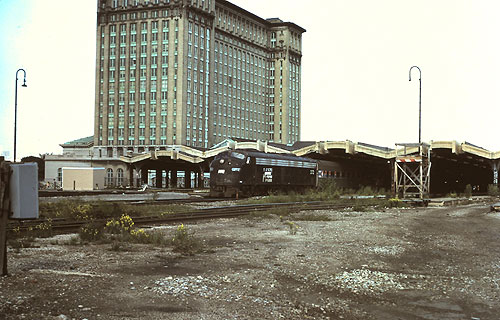
Zug in der Bahnhofshalle 1976

Das monumentale, isoliert gelegene Gebäude ist seit 1975 im National Register of Historic Places eingetragen.
Die Übernahme des Personenverkehrs durch Amtrak im Jahr 1971 brachte eine kurze Periode der Hoffnung. Haupteingang und großer Wartesaal wurden 1975 wieder geöffnet, und 1978 kam es zu größeren Reparaturarbeiten. 1984 wurde das Gebäude an eine Transportgesellschaft verkauft. Am 6. Januar 1988 verließ der letzte Amtrak-Zug den Bahnhof nach Chicago.

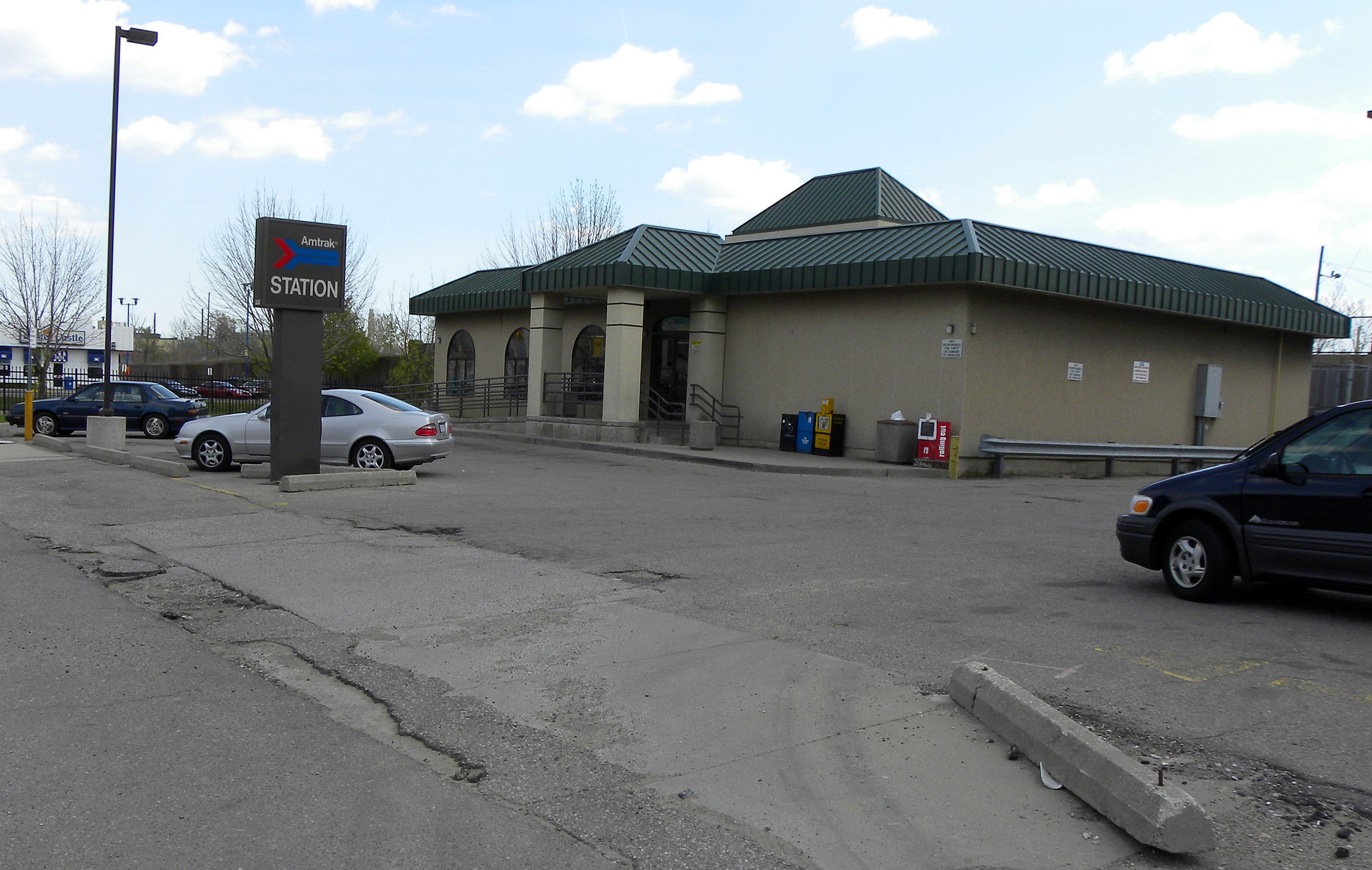
Empfangsgebäude des Amtrak-Bahnhofs Detroit Baltimore Street, Hauptbahnhof einer Metropolregion mit 4 Millionen Einwohnern

Für eine Übergangszeit bediente Amtrak einen Behelfsbahnsteig neben der Michigan Central Station. Unter Führung des Verkehrsministeriums des Staates Michigan wurde 1994 der verkehrsgünstig gelegene Bahnhof Detroit an der Baltimore Street nahe der Woodward Avenue nördlich der Innenstadt eröffnet (⊙). Amtrak band die Züge von und nach Chicago zugleich innerhalb der Metropolregion Detroit mit heute zwei Zwischenhalten – Royal Oak und Troy – auf 37 Kilometern bis Pontiac durch. An der Baltimore Street halten die vom Bundesstaat Michigan bezuschusste Amtrak-Linie „Wolverine“, die 2017 eröffnete Straßenbahn Detroit sowie Stadt- und Fernbusse.

### Jahrzehnte des Verfalls

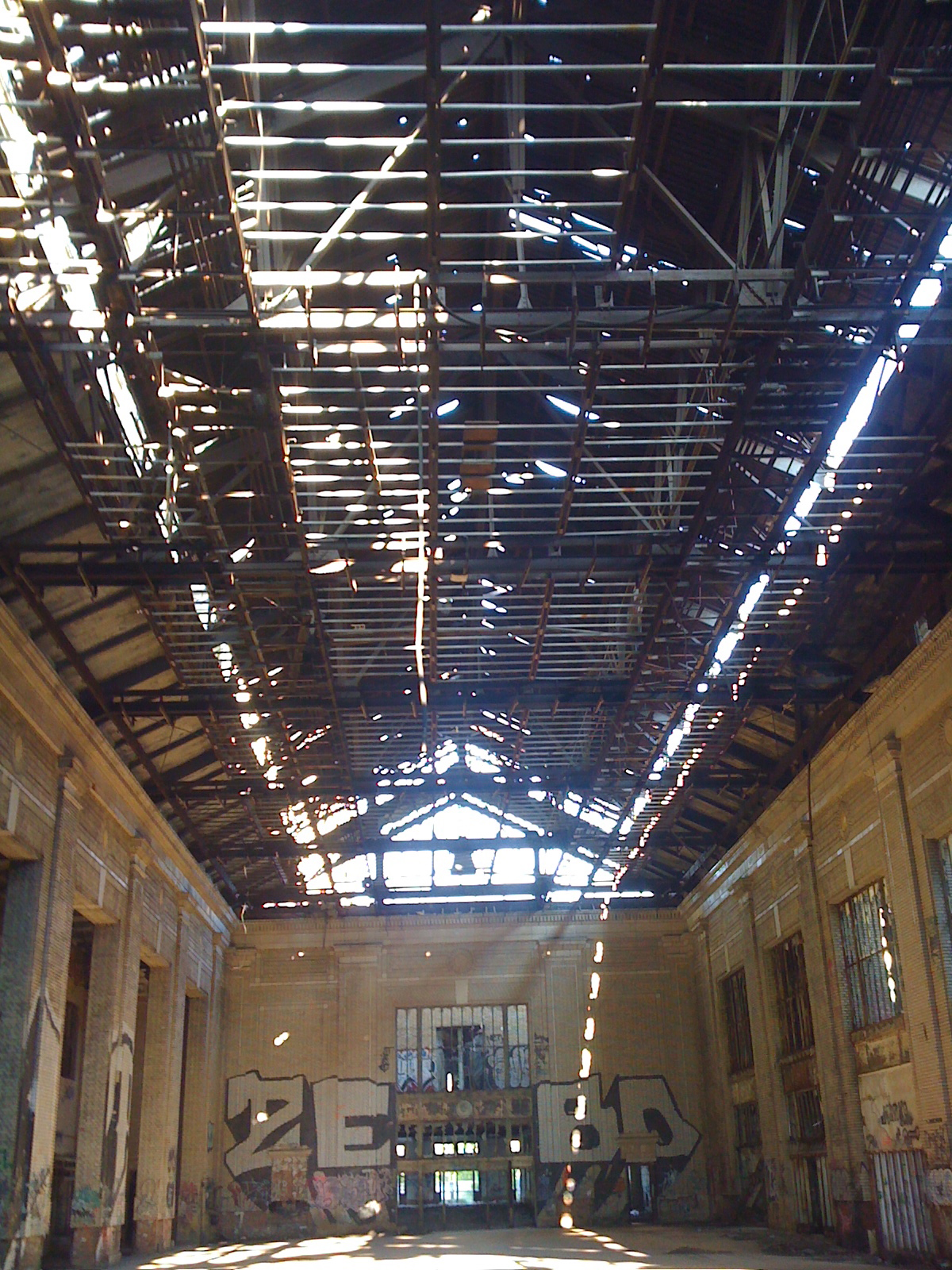
Innenansicht 2010

In den Jahren nach 1988 wechselte das Gebäude mehrmals den Besitzer, einmal für weniger als 80.000 Dollar. Ideen einer möglichen Um- und Nachnutzung konnten aufgrund zu großer finanzieller Hürden oder rechtlicher Bedenken nicht verwirklicht werden. Ein durch die Nähe zu Kanada mögliches Zoll-Handelszentrum, ein Convention-Center, Hotel, Büropark, ein Bahnhof mit Hochgeschwindigkeitszügen, Casino und das Detroiter Polizeipräsidium waren denkbare Nutzungen.
Von 1996 bis 2018 war das Gebäude im Eigentum der Controlled Terminals Inc., einem zu Lebzeiten vom Milliardär Manuel Moroun kontrollierten Unternehmen. Immer wieder sorgte der Zustand des Gebäudes für zahlreiche Diskussionen in Öffentlichkeit und Presse, wenn es um mögliche Vorschläge einer Nachnutzung des Gebäudes ging. Die Moroun-Familie ist unter anderem seit 1979 Eigentümerin der Ambassador Bridge, die in Sichtweite zur Michigan Central Station steht, und erzielt im Güterkraftverkehr, mit Mauteinnahmen, Tankstellen und mit Duty-Free-Läden an der Brücke und am Detroit-Windsor-Tunnel Einnahmen. Der 2020 verstorbene Moroun, Sohn eines Tankstelleninhabers, wurde 2009 auf Platz 296 der Forbes-Liste der reichsten Amerikaner geführt.
Am 7. April 2009 stimmte der Stadtrat, der zuvor aufgrund der hohen Kosten Abstand von einem Umbau jeglicher Art genommen hatte, dem Abriss des Gebäudes zu. Die Maßnahme sollte mit Mitteln des Konjunkturpaketes American Recovery and Reinvestment Act der Bundesregierung nach der Finanzkrise von 2007 finanziert werden. Daraufhin verklagte ein Einwohner von Detroit die Stadt und forderte den Erhalt des Gebäudes, da der Abriss gegen den National Historic Preservation Act of 1966 verstoße. Im September 2009 wurde die Michigan Central Station Preservation Society gegründet, die sich den Erhalt des Gebäudes zum Ziel gesetzt hatte.
Michigan Central Station war bis 2011 ein eindrucksvolles Beispiel für den in Detroit ausgeprägten Stadtverfall und wurde zum Tummelplatz für Vandalen, Obdachlose, Sprayer und Junkies. Darüber hinaus war es immer wieder Ort für Filmaufnahmen (Transformers, Die Insel, Vier Brüder und 8 Mile) und Anlaufstelle für ausländische Reporter.
Die Eigentümerfamilie Moroun gab 2011 über 4 Millionen Dollar für Sicherungsmaßnahmen am Gebäude aus und kündigte 2015 an, weitere 15 bis 25 Millionen Dollar in den Erhalt des Gebäudes stecken zu wollen.

### Sanierung und neues Stadtquartier

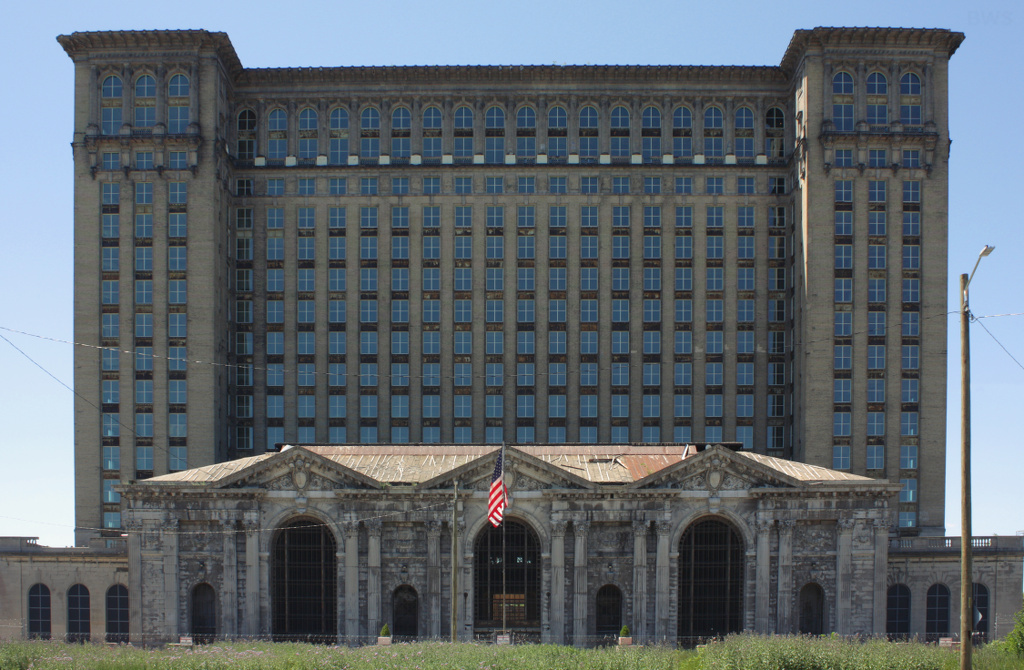
Das Empfangsgebäude 2016 nach vorläufiger Konservierung mit neuen Fenstern

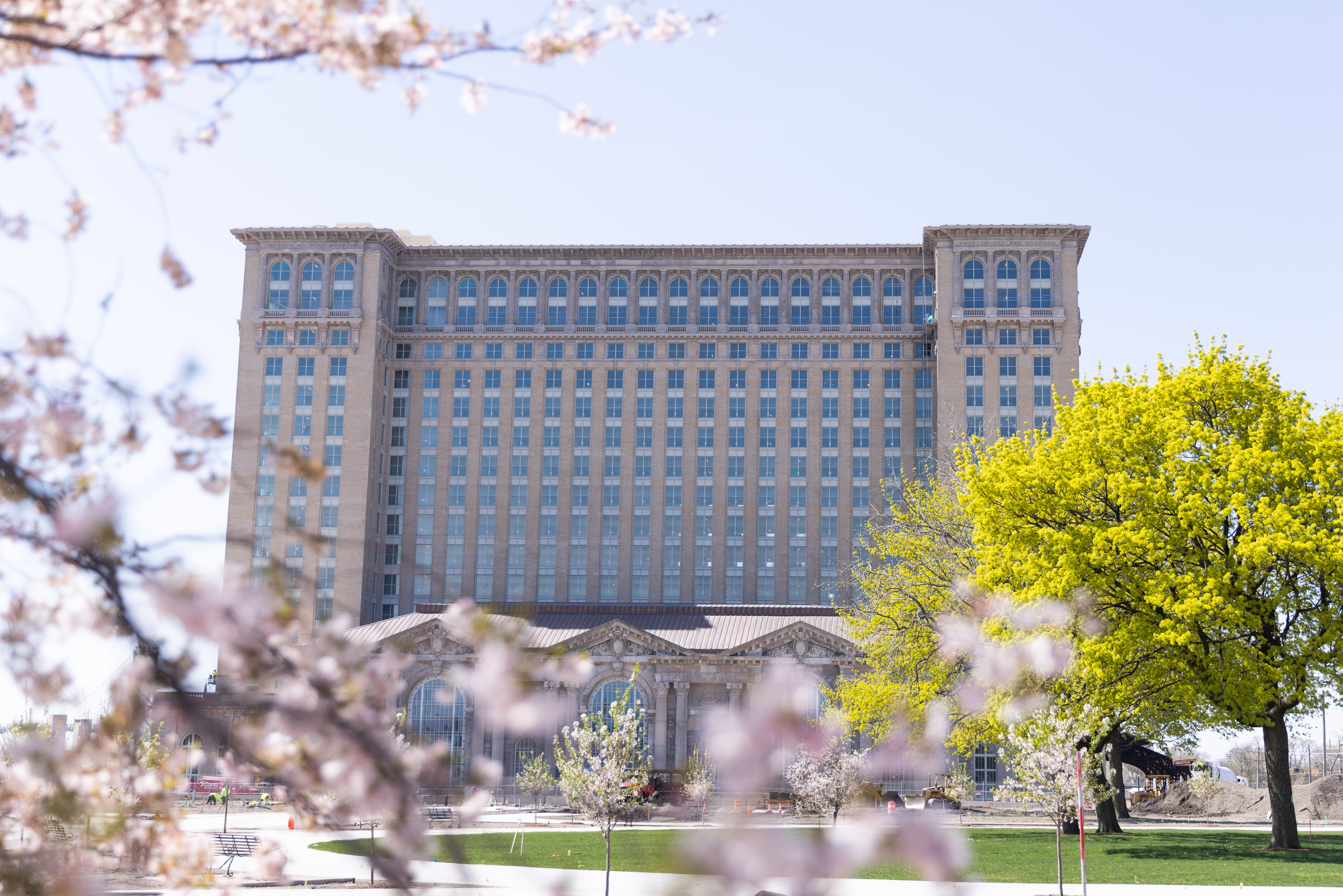
Saniertes Empfangsgebäude im Frühjahr 2023

Im Juni 2018 kaufte die Ford Motor Company den Bahnhof für 90 Millionen Dollar von den Morouns. Durch eine umfassende Sanierung wollte sie das Gebäude zum Ankerpunkt eines Mobilitäts-Forschungscampus’ und Stadtquartiers machen, das nahe gelegene historische Gebäude wie das Detroit Public Schools Book Depository von Albert Kahn und neue Wohnbebauung umfassen soll. Neben einem Einkaufszentrum und einem Hotel sollen insbesondere verschiedene Firmen angesiedelt werden. Der Bundesstaat Michigan beteiligte sich mit 126 Millionen Dollar vor allem für die Städtebauförderung. Die Stadt gestaltete vor dem Bahnhof den Roosevelt Park neu.
Die Fertigstellung war ursprünglich für Ende 2022 geplant, verzögert sich aber bis Ende 2023. Nach Auskunft von Handwerkern waren die zu behebenden Schäden an der Bausubstanz weit schwerer als befürchtet. Anfang 2023 zogen die ersten Mieter ein. Im Juni 2024 wurde das Ergebnis der Sanierung bei einem Volksfest vorgestellt.

## Gegenwärtige Situation
Stadtplaner sehen in dem Gebiet rund um Michigan Central Station eine Schlüsselstellung, um Menschen aus Kanada ins Stadtzentrum nach Detroit zu bringen. Die Ambassador Bridge, die Hauptverbindung nach Kanada, könnte durch eine Aufwertung der Stadtquartiere Mexicantown und Corktown die Menschen, anstatt sie auf die Autobahn zu schleusen, ins Stadtinnere führen.